# Хайбер Пахтунхва
Хайбер Пахтунхва (на урду: خیبر پختونخوا; на пущунски: خیبر پښتونخوا), до април 2010 г. наричана Северозападна погранична провинция (на урду: صوبہ سرحد), е една от провинциите на Пакистан. Площта ѝ е 74 852 квадратни километра и население 30 523 371 души (по преброяване от март 2017 г.).. Основана е на 1 юли 1970 г. Намира се в часова зона UTC+5. Основната народност в провинцията са пущуните. Мнозинството от населението изповядва ислям.